# Igreja Presbiteriana de Maurícia
A Igreja Presbiteriana de Maurício ou Igreja Presbiteriana de Maurícia (IPM) - em francês Église Presbytérienne de Maurice, geralmente abreviada como EPM - é uma denominação reformada presbiteriana em Maurícia. Foi formada pela união de missões congregacionais, que iniciaram em 1814 e da Igreja da Escócia, iniciadas em 1840.
Em 2011, conforme o censo oficial do país, a denominação tinha 501 membros, o que equivalia a 0,04% da população, senda a oitava maior denominação protestante de Maurícia.

## História
Em 1814, o reverendo Jean Lebrun chegou em Maurícia. Ele foi o primeiro missionário protestante do país. Através do seu trabalho de evangelização, foi fundada uma igreja congregacional (à época chamada de Igreja Independente).
Em 1840, a Igreja da Escócia também se estabeleceu na ilha.
Em 1876, a Igreja Independente se uniu à Igreja da Escócia, pelo que ficou conhecida como Igreja da Escócia em Maurício.
Em 1979, dois anos após a independência do país, por decreto parlamentar, a denominação tornou-se independente com o nome Igreja Presbiteriana de Maurício.
A denominação se espalhou por todo o país, tendo 5 paróquias que atendem em todas as regiões do país.
Em 2022, Eddy Emmanuel Rocvès foi eleito moderador da denominação.

## Doutrina
A denominação permite a ordenação de mulheres  subscreve a Credo dos Apóstolos e o Credo Niceno-Constantinopolitano.

## Relações intereclesiásticas
A IPM é membro da Comunhão Mundial das Igrejas Reformadas e se relaciona com várias denominações da Tradição Reformada.